# Teatr rzymski w Weronie
Teatr rzymski w Weronie – starożytny teatr rzymski, znajdujący się we włoskiej Weronie. 
Pochodząca z drugiej połowy I wieku p.n.e. budowla usytuowana jest na zboczu naturalnego wzgórza nad lewym brzegiem Adygi, w pobliżu mostu Ponte Pietra. Do czasów współczesnych przetrwała w złym stanie, zniszczona w przeciągu wieków przez powodzie, trzęsienia ziemi i działalność ludzką. Po upadku imperium rzymskiego ruiny teatru przykryte zostały ziemią, a na jego terenie stanęły liczne zabudowania. W 1830 roku włoski archeolog Andrea Monga zakupił teren teatru i rozpoczął wyburzanie znajdującej się nad nim zabudowy, stopniowo odsłaniając starożytne ruiny. Zapoczątkowane przez Mongę prace archeologiczne kontynuowano w XX wieku.
Teatr zajmował oryginalnie powierzchnię 123×153 m, z czego współcześnie odsłonięta jest część o wymiarach 109×138 m. Posiadał półkolistą widownię, o częściowo zrekonstruowanych współcześnie schodach. Fragmentarycznie zachowały się scena i paraskeniony oraz fragment zwieńczenia z lewej strony nad rzędami widowni, z loggią o marmurowych łukach. Niewiele pozostało natomiast z wychodzącej na rzekę monumentalnej ściany frontowej teatru. Na tyłach teatru znajduje się głęboki rów, oddzielający budynek od stoku wzgórza.
Od 1948 roku na scenie teatru ponownie odbywają się liczne imprezy, m.in. przedstawienia baletowe i koncerty muzyczne.